# NGC 6861
NGC 6861 est une vaste galaxie lenticulaire située dans la constellation du Télescope. Sa vitesse par rapport au fond diffus cosmologique est de 2 693 ± 20 km/s, ce qui correspond à une distance de Hubble de 39,7 ± 2,8 Mpc (∼129 millions d'al). NGC 6861 a été découverte par l'astronome écossais James Dunlop en 1826. Cette galaxie a aussi été observée par l'astronome américain Lewis Swift le 8 juillet 1897 et elle a été inscrite à l'Index Catalogue sous la désignation IC 4949. 
À ce jour, une dizaine de mesures non basées sur le décalage vers le rouge (redshift) donnent une distance de 30,090 ± 16,404 Mpc (∼98,1 millions d'al), ce qui est à l'intérieur des valeurs de la distance de Hubble. Notons cependant que c'est avec la valeur moyenne des mesures indépendantes, lorsqu'elles existent, que la base de données NASA/IPAC calcule le diamètre d'une galaxie et qu'en conséquence le diamètre de NGC 6861 pourrait être d'environ 70,7 kpc (∼231 000 al) si on utilisait la distance de Hubble pour le calculer.
Plusieurs galaxies situées dans la même région de la sphère céleste se sont vues attribuées des désignations non conventionnelles qui peuvent porter à confusion : NGC 6861B pour PGC 64094, NGC 6861C pour PGC 64107, NGC 6861D pour PGC 64153, NGC 6861E pour PGC 64216 et NGC 6861F pour PGC 64219. La supernova SN 2005dn a été découverte dans NGC 6861F par les astronomes amateurs C. Colesanti, E. Pimentel, T. Napoleao et C. Colesanti.  du groupe BRASS (Brazilian Supernovae Search) le 27 aout 2005. Cette supernova était de type II.  

## Un disque entourant le noyau
Grâce aux observation du télescope spatial Hubble, on a détecté un disque de formation d'étoiles autour du noyau de NGC 6861. La taille de son demi-grand axe est estimée à environ 230 pc (∼750 al).

NGC 6861 par le télescope spatial Hubble.

## Trou noir supermassif
Selon une étude publiée en 2009 et basée sur la vitesse interne de la galaxie mesurée par le télescope spatial Hubble, la masse du trou noir supermassif au centre de NGC 6861 serait comprise entre 360 millions et 1,5 milliard de {\displaystyle M_{\odot }}.

## Groupe de NGC 6868
Selon A. M. Garcia NGC 6861 fait partie du groupe de NGC 6868. Ce groupe de galaxies renferme au moins 11 membres. Les autres galaxies sont NGC 6851, NGC 6868, NGC 6870, NGC 6875, NGC 6893, IC 4943, NGC 6861D (PGC 64153), NGC 6875A (PGC 64240), ESO 233-36 et ESO 284-47.